# Erwin Lange (Spezialeffektkünstler)
Erwin Lange (* 24. März 1913 in Berlin; † 25. Oktober 1982 in München) war ein deutscher Pyrotechniker beim Film.

## Leben und Wirken
Lange arbeitete als Lehrling in einer Drogerie und wurde von seinem Chef, einem Hobby-Feuerwerker, derart für die Pyrotechnik begeistert, dass er diese zu seinem Beruf machte. 1931 gab er sein Debüt als Pyrotechnik-Assistent bei der Kästner-Adaption Emil und die Detektive. 1935 war er beim Film Das Mädchen Johanna erstmals Chefpyrotechniker, wo er die Verbrennung der Jungfrau von Orléans in Szene setzte. Danach war Lange vor allem bei Kriegsfilmen im Einsatz, wo er effektvoll Bombardements auf den Schlachtfeldern nachstellte. Seine umfangreichste Aufgabe waren die umfassenden pyrotechnischen Effekte zu Veit Harlans Kriegs- und Durchhaltefilm Kolberg, wo er, wie Wolfgang Schleif 1979 in einem Fernsehinterview berichtete, 400.000 RM buchstäblich verpulvern durfte.
Seine Nachkriegslaufbahn läutete Lange Ende 1947 mit Morituri ein, Artur Brauners erstem engagierten Filmprojekt zum Holocaust. Im Laufe der 50er Jahre traten auch mehr und mehr internationale Filmproduktionen an ihn heran. Hollywood-Regisseure wie Richard Fleischer, Douglas Sirk und Stanley Kubrick engagierten Lange seit dem Ende dieses Jahrzehnts, wenn sie in Münchner Ateliers drehten. Ein reiches Aufgabenfeld bot sich ihm in den sechziger Jahren mit der Karl-May-Film-Welle, wo er zu fast jedem Film herangezogen wurde und für die immer zahlreicheren Explosionen verantwortlich war. Auch für die Knallkörper und Raketen, die Lausbub Hansi Kraus in den verschiedenen Folgen der Lausbubengeschichten und den Episoden der Reihe Die Lümmel von der ersten Bank hochgehen ließ, zeichnete Lange verantwortlich.
Sein Wahlspruch lautete: „Langes Bomben sind die besten.“ Er wirkte auch bei vielen Fernsehproduktionen mit. Sein Sohn Peter (* 1942) und sein Enkel Dirk (* 1969) wurden ebenfalls Pyrotechniker.

## Filmografie
| - 1935: Das Mädchen Johanna - 1938: Pour le Mérite - 1938: Das unsterbliche Herz - 1939: Johannisfeuer - 1940: Stukas - 1941: Quax, der Bruchpilot - 1943: Die Feuerzangenbowle - 1943/45: Kolberg - 1944: Große Freiheit Nr. 7 - 1948: Morituri - 1953: Solange Du da bist - 1954: Die goldene Pest - 1954: Das fliegende Klassenzimmer - 1954: 08/15 - 1954: Kinder, Mütter und ein General - 1955: 08/15 – Im Krieg - 1955: 08/15 – In der Heimat - 1955: Es geschah am 20. Juli - 1955: Unternehmen Schlafsack - 1955: Ein Mädchen aus Flandern - 1956: Die goldene Brücke - 1957: Der Stern von Afrika - 1957: Das Wirtshaus im Spessart - 1957: Zeit zu leben und Zeit zu sterben (A Time to Love and a Time to Die) - 1957: Wege zum Ruhm (Paths of Glory) - 1957: Die Wikinger (The Vikings) - 1958: Die grünen Teufel von Monte Cassino - 1958: Es geschah am hellichten Tag - 1958: Hunde, wollt ihr ewig leben - 1959: Die Brücke - 1959: Strafbataillon 999 - 1960: Division Brandenburg - 1961: Das Wunder des Malachias - 1961: Der Transport - 1961: Das Rätsel der roten Orchidee - 1962: Zwischen Schanghai und St. Pauli - 1962: Der Schatz im Silbersee - 1963: Cleopatra | - 1963: Winnetou 1. Teil - 1963: Old Shatterhand - 1964: Der Schut - 1964: Winnetou 2. Teil - 1964: Lausbubengeschichten - 1964: Unter Geiern - 1964: Der Schatz der Azteken - 1964: Die Pyramide des Sonnengottes - 1965: Der Ölprinz - 1965: Winnetou 3. Teil - 1965: Old Surehand 1. Teil - 1965: Tante Frieda – Neue Lausbubengeschichten - 1966: Winnetou und sein Freund Old Firehand - 1966: Winnetou und das Halbblut Apanatschi - 1966: Onkel Filser – Allerneueste Lausbubengeschichten - 1966: Die 25. Stunde (La 25e heure) - 1967: Die Schlangengrube und das Pendel - 1967: Zur Hölle mit den Paukern - 1967: Liebesnächte in der Taiga - 1968: Zum Teufel mit der Penne - 1968: Winnetou und Shatterhand im Tal der Toten - 1968: Hannibal Brooks - 1969: Pepe, der Paukerschreck - 1969: Hurra, die Schule brennt - 1969: Ludwig auf Freiersfüßen - 1970: Die Feuerzangenbowle - 1970: Das Millionenspiel (TV) - 1972: Der Stoff aus dem die Träume sind - 1973: Das fliegende Klassenzimmer - 1974: Papier Tiger (Paper Tiger) - 1975: Lieb Vaterland magst ruhig sein - 1976: Die Elixiere des Teufels - 1977: Tod oder Freiheit - 1978: Schöner Gigolo, armer Gigolo - 1978: Lawinenexpreß (Avalanche Express) - 1980: Ach du lieber Harry - 1981: Alles im Eimer - 1982: Doktor Faustus - 1982: Wie hätten Sie’s denn gern? |